# Cuarto bajo del Rey

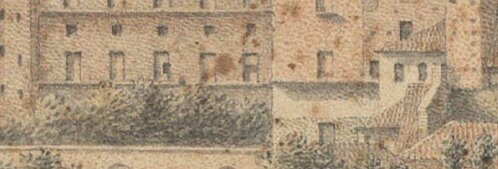
Vista de la fachada norte del cuarto bajo de verano, detalle de un dibujo mostrando la cara norte del Alcázar (1666)

El cuarto bajo de verano (también cuarto de verano del Rey) fue un conjunto de habitaciones del Alcázar de Madrid conocidas por su importancia artística.

## Historia
Las estancias ocupadas por el cuarto de verano se formaron, a principios de la década de 1620, a partir de una serie de salas destinadas con anterioridad al Consejo de Castilla, según lo reflejado en el Plano de Gómez de Mora. En el piso inmediatamente inferior se adaptaban unas piezas para formar las que serían conocidas como bóvedas del Rey y que formarían parte del conjunto. Así mismo se realizaron las mismas reformas en otras habitaciones, que constituirían el cuarto bajo de la Reina o cuarto bajo de verano de la Reina.

En las décadas de 1620 y 1630, Felipe IV se retiraba a este aposento después de comer. Así en el manuscrito en que se inscribe el Plano de Gómez de Mora, se puede leer en referencia a las escaleras señaladas en el plano del piso alto con el número 22:
Escalera por donde baja el Rey a los apossentos de las bovedas para pasar las oras de la siesta en el berano.
Hacia 1632-1633 se realizó una ampliación en las habitaciones de ambos niveles. Estas obras fueron pagadas por la Villa de Madrid como parte de la obras de erección de la fachada sur que había propuesto la villa para devolver a Madrid la capitalidad, tras Valladolid. La reforma se hizo según planos de Crescenzi. Precisamente en 1633, en medio de estas reformas, Vicente Carducho declaraba lo siguiente en su obra Diálogos de la pintura:
Vi las bouedas, q se han reedificado debaxo de los planos de los patios, que tienen vistas al Cierzo, comodidad que se ha hallado para las personas Reales los Veranos, y estan aderezadas con muchas Pinturas. Admiròme la fabrica, por estar compuesta de aposentos baxos, y oscuros, que estauan inhabitables, y agora es una agradable, y mui acomodada habitació (tanta fuerça tiene el poder, y el Arte) con que há escusado los Reyes el salir de la Corte los Veranos.
De esta forma Felipe IV pudo quedarse en Madrid, en vez de pasar los veranos en Monasterio del Escorial como acostumbraba.
El cuarto bajo sería descrito en los inventarios del Alcázar de realizados en los años 1636, 1666, 1686 y 1701.
Hacia 1645 Velázquez participó intensamente en la decoración del cuarto.
Hacia 1658 Agostino Mitelli y Angelo Michele Colonna decoraron las bóvedas de dos de las estancias con sendos frescos representando la Noche y la Aurora.
El propio Felipe IV moriría en su dormitorio de este cuarto bajo de verano, el 17 de septiembre de 1665.

## Descripción
El cuarto bajo de verano se situaba a la altura del piso bajo del Alcázar de Madrid. Se localizaba en la crujía norte, al norte del patio de la reina. Se componía, según el inventario de 1686 de las siguientes piezas:

1. Pieza primera donde daba Su Magd. audiencia.
2. Pieza inmediata donde Su Magd. cenaba.
3. Pieza donde Su Magd. comia en cuyo techo esta pintada la noche.
4. Pieza inmediata de la Aurora
5. Pieza del despacho de Verano en cuyo techo esta pintado Apolo.
6. Pasillo que va a la escalera de la Galeria del Cierzo
7. Pieza pequeña que mira al Picadero.
8. Pieza consecutiva donde se vestia Su Magd.
9. Pieza inmediata que llaman el Retiradizo
10. Pieza donde Su Magd. dormia. [En este cuarto moriría Felipe IV en 1665]
11. Escalera secreta que vaja de la pieza del quarto Vajo donde Su Mago. dormia a las Bovedas.

El aposento se encontraba ricamente decorado con pinturas, entre las que se contaban las Poesías de Tiziano. Además se contaban obras como Concierto de aves de Snyders o el Cupido de Guido Reni, ambas en el Museo del Prado.
A su vez, bajo el cuarto de verano se disponían una serie de habitaciones conocidas como bóvedas del Rey o bóvedas de verano del Rey. De acuerdo con el inventario de 1686, el aposento de las bóvedas se componía de:

1. Pieza de la Torre.
2. Pieza larga de las bovedas.
3. Pieza siguiente que llaman de los cubiertos.
4. Pieza inmediata de las Bovedas.
5. Pieza inmediata de las Bovedas que cae de vajo de la del Despacho de verano.
6. Piezas pequeñas de las Bovedas que salen a la Priora.
7. Pieza primera de las Bovedas como se baja del patio por la escalera ancha.
8. Pasillos al pie de la Escalera de la Galeria del Cierzo y la misma Escalera.
9. Escalera Principal que baja del Patio a las Bovedas.
10. Escalera secretas de estas Bovedas.

### Individuales
1. 1 2  Volk, Mary Crawford (1981). «Rubens in Madrid and the Decoration of the King's Summer Apartments». The Burlington Magazine 123 (942): 513-529. ISSN 0007-6287. Consultado el 22 de agosto de 2024.
2. ↑  Michielon, Audrey-Caroline (29 de marzo de 2023). «El Cuarto bajo de verano y las bóvedas de la Reina Isabel de Borbón en el Real Alcázar de Madrid. Cronología de la construcción de una zona olvidada». Archivo Español de Arte 96 (381): 97-105. ISSN 1988-8511. doi:10.3989/aearte.2023.06. Consultado el 5 de julio de 2023.
3. ↑  Iñiguez Almech, Francisco (1952). «El Alcázar de Madrid». Casas reales y jardines de Felipe II. Cuadernos de trabajo de la Escuela Española de Historia y Arqueología en Roma. CSIC - Escuela Española de Historia y Arqueología (EEHAR). p. 74. Wikidata Q113650655.
4. ↑  Carducho, Vicente (1633). «Dialogo octavo, de lo practico del arte , con sus materiales voces, y términos , principios de fisonomía, y simetría, y la estimación, y estado que hoy tiene en la corte de España». Dialogos de la pintura : su defensa, origen, esse[n]cia, definicion, modos y diferencias ... Madrid: En Madrid : impresso ... por Frco. Martinez. p. 154. Consultado el 29 de junio de 2023.
5. ↑  Michielon, Audrey-Caroline (29 de marzo de 2023). «El Cuarto bajo de verano y las bóvedas de la Reina Isabel de Borbón en el Real Alcázar de Madrid. Cronología de la construcción de una zona olvidada». Archivo Español de Arte 96 (381): 97-105. ISSN 1988-8511. doi:10.3989/aearte.2023.06. Consultado el 4 de julio de 2023.
6. ↑  Villafranca Malagón, Pedro de; Villafranca Malagon, Pedro de (1666). Descripcion de las honras : que se hicieron ala Catholica Magd. de D. Phelippe quarto rey de las Españas y del nueuo mundo en el Real Conuento de la Encarnacion : que de horden de la reyna n[uest]ra señora como superintendente de las reales obras dispuso D. Baltasar Barroso de Ribera marques de Malpica .... En Madrid : Por Francisco Nieto. p. 8. Consultado el 22 de agosto de 2024.
7. ↑  Barbeito Díez, 1992, p. 155.
8. ↑  Barbeito Díez, 1992, p. 156. y nota [al margen] 324.
9. ↑  Rodriguez, Angel (31 de marzo de 2020). «Un viaje en el tiempo por las Poesías de Tiziano». ARS Magazine. Consultado el 4 de julio de 2023.
10. ↑  Barbeito Díez, 1992, p. 156.